# Лос-Негрос (остров)
Лос-Негрос (англ. Los Negros Island) — третий по величине остров островов Адмиралтейства, подгруппы архипелага Бисмарка.

## География
На острове находится аэропорт провинции Манус. Связан с Лоренгау, административным центром провинции, который находится на острове Манус, шоссе и мостом. Отделён от острова Манус гаванью Зееадлер.

## История
Лос-Негрос во время Второй мировой войны являлся военной базой Японии, и был захвачен войсками Союзников 29 февраля 1944 года в ходе Сражения за Лос-Негрос в ходе кампании на островах Адмиралтейства.